# Кейнсвілл (Міссурі)
Кейнсвілл (англ. Cainsville) — місто (англ. city) в США, в окрузі Гаррісон штату Міссурі. Населення — 283 особи (2020).

## Географія
Кейнсвілл розташований за координатами 40°26′23″ пн. ш. 93°46′29″ зх. д. / 40.43972° пн. ш. 93.77472° зх. д. (40.439802, -93.774675).  За даними Бюро перепису населення США в 2010 році місто мало площу 3,55 км², уся площа — суходіл.

## Демографія
Згідно з переписом 2010 року, у місті мешкало 290 осіб у 126 домогосподарствах у складі 83 родин. Густота населення становила 82 особи/км².  Було 175 помешкань (49/км²).
Расовий склад населення:
| - 97,9 % — білих - 1,4 % — вихідців з тихоокеанських островів - 0,3 % — корінних американців |

До двох чи більше рас належало 0,3 %. Частка іспаномовних становила 1,0 % від усіх жителів.
За віковим діапазоном населення розподілялося таким чином: 21,4 % — особи молодші 18 років, 57,9 % — особи у віці 18—64 років, 20,7 % — особи у віці 65 років та старші. Медіана віку мешканця становила 44,9 року. На 100 осіб жіночої статі у місті припадало 93,3 чоловіків;  на 100 жінок у віці від 18 років та старших — 90,0 чоловіків також старших 18 років.
Середній дохід на одне домашнє господарство  становив 33 901 долар США (медіана — 26 250), а середній дохід на одну сім'ю — 36 509 доларів (медіана — 27 500). За межею бідності перебувало 31,7 % осіб, у тому числі 49,2 % дітей у віці до 18 років та 25,0 % осіб у віці 65 років та старших.
Цивільне працевлаштоване населення становило 104 особи. Основні галузі зайнятості: освіта, охорона здоров'я та соціальна допомога — 15,4 %, сільське господарство, лісництво, риболовля — 14,4 %, роздрібна торгівля — 13,5 %, публічна адміністрація — 13,5 %.